# 2839 Annette
2839 Annette este un asteroid din centura principală, descoperit pe 5 octombrie 1929 de Clyde Tombaugh.